# Masters of the Sun Vol. 1
Masters of the Sun Vol. 1 è il settimo album in studio del gruppo musicale statunitense Black Eyed Peas, pubblicato il 26 ottobre 2018 dalla Interscope Records.

## Descrizione
Si tratta del primo disco pubblicato dal gruppo a seguito dell'abbandono di Fergie, riportando la formazione a tre elementi dai tempi del secondo album Bridging the Gap del 2000. Alla sua realizzazione hanno preso parte vari artisti ospiti, come Esthero, Nas e Nicole Scherzinger, oltre a Jessica Reynoso, scelta dal gruppo come voce femminile durante il relativo tour promozionale.

## Promozione
Il 9 gennaio 2018 i Black Eyed Peas hanno presentato il singolo Street Livin' insieme al relativo video musicale; come spiegato dal trio, il brano è di carattere politico e trae ispirazione dal fumetto Masters of the Sun: The Zombie Chronicles da loro realizzato in collaborazione con Marvel Comics. Il successivo 18 maggio è stata la volta di Ring the Alarm Pt. 1, Pt. 2, Pt. 3, della durata di circa sei minuti e che ha proseguito la direzione political hip hop del trio. Il 10 luglio è invece uscito un ulteriore singolo, Get It, e annunciata una tournée europea svoltasi tra ottobre e novembre 2018. A fine agosto è stato pubblicato il singolo Constant Pt. 1 Pt. 2, in collaborazione con Slick Rick.
Il 12 settembre il gruppo ha pubblicato il singolo Big Love ed annunciato in via ufficiale il titolo dell'album e la data di pubblicazione. La copertina e la lista tracce sono state invece diffuse a partire dal 19 ottobre, rivelando le partecipazioni di artisti come Ali Shaheed Muhammad, Nas, Nicole Scherzinger e Posdnuos dei De La Soul; dalla lista tracce sono stati esclusi Street Livin' e Get It, inclusi successivamente nell'edizione giapponese dell'album distribuita il 5 dicembre 2018.
Il 26 ottobre 2018, in concomitanza con la pubblicazione dell'album, i Black Eyed Peas hanno reso disponibile il video per Dopeness, brano in collaborazione con CL e successivamente estratto come singolo il 9 novembre esclusivamente in Italia. Il 5 novembre è uscito il video per la seconda traccia Yes or No, mentre il 20 dello stesso mese è uscito quello per New Wave. Il 17 dicembre è stato presentato il video animato per la traccia d'apertura Back 2 Hiphop, diretto da Pasha Shapiro.
Il 25 gennaio 2019 è stato pubblicato il video per la nona traccia Vibrations Pt. 1 Pt. 2, a cui ha fatto seguito quello per 4ever, uscito sul canale YouTube del trio il 1º febbraio. Il 26 febbraio dello stesso anno è stato pubblicato il video per Get Ready, diretto da NOMSG.

## Tracce
1. Back 2 Hiphop (feat. Nas) – 5:18 (will.i.am, apl.de.ap, Taboo, Nasir Jones, Joshua "Mooky" Alvarez, Mike McHenry)
2. Yes or No – 5:04 (will.i.am, Taboo, apl.de.ap)
3. Get Ready – 4:10 (will.i.am, Taboo, apl.de.ap, Lauren Evans)
4. 4ever (feat. Esthero) – 3:48 (will.i.am, apl.de.ap, Taboo, Joshua "Mooky" Alvarez)
5. Constant Pt. 1 Pt. 2 (feat. Slick Rick) – 5:03 (will.i.am, apl.de.ap, Taboo, U.N.I., Damien Leroy, Keith Harris, Lauren Evans, David Quinones)
6. Dopeness (feat. CL) – 4:38 (will.i.am, apl.de.ap, Taboo, Joshua "Mooky" Alvarez)
7. All Around the World (feat. Phife Dawg, Ali Shaheed Muhammad, Posdnuos) – 5:01 (Phife Dawg, apl.de.ap, Taboo, will.i.am, Posdnuos, Joshua "Mooky" Alvarez, Keith Harris, Karlina Alexandra Covington)
8. New Wave – 4:54 (will.i.am, apl.de.ap, Taboo, Keith Harris, Ammo)
9. Vibration Pt. 1 Pt. 2 – 4:21 (will.i.am, apl.de.ap, Taboo, Keith Harris, U.N.I.)
10. Wings (feat. Nicole Scherzinger) – 5:17 (will.i.am, apl.de.ap, Taboo)
11. Ring the Alarm Pt. 1, Pt. 2, Pt. 3 – 5:58 (will.i.am, apl.de.ap, Taboo, Rita Ekwere, Jean-Baptiste, Joshua "Mooky" Alvarez, DJ Motiv8)
12. Big Love – 4:35 (will.i.am, Anders Grahn, James Flannigan, Aeon "Step" Manahan, Taboo, Joshua "Mooky" Alvarez, apl.de.ap, Benjamin "Benyad" Mor)

Tracce bonus nell'edizione giapponese
1. Street Livin' – 3:05 (will.i.am, apl.de.ap, Taboo, Joshua "Mooky" Alvarez)
2. Get It – 3:30 (will.i.am, apl.de.ap)
3. Constant Pt. 2 (Extended Version) – 6:01 (will.i.am, Damien Leroy, Keith Harris, Lauren Evans)

## Formazione
Hanno partecipato alle registrazioni, secondo le note riportate sul sito ufficiale dei Black Eyed Peas:
Gruppo
- will.i.am – voce, basso (traccia 4), batteria (tracce 4 e 11), Rhodes (traccia 11)
- apl.de.ap – voce
- Taboo – voce

Altri musicisti
- Nas – voce (traccia 1)
- Dan Greco – marimba (traccia 1)
- Jessica Reynoso – voce (tracce 1, 2, 5, 6, 8-12), voce fuoricampo (interludio traccia 4)
- Caleb Speir – basso (traccia 2)
- Renard Hughes – vocoder (traccia 3)
- Lauren Evans – voce (traccia 3)
- Esthero – voce (traccia 4)
- Rocky Aujero – giradischi (traccia 4)
- Slick Rick – voce (traccia 5)
- Keith Harris – tastiera (tracce 5, 7, 10), basso (tracce 8 e 10), Rhodes (tracce 8 e 9)
- CL – voce (traccia 6)
- Phife Dawg – voce (traccia 7)
- Ali Shaheed Muhammad – voce (traccia 7)
- Posdnuos – voce (traccia 7)
- Karlina Covington – voce (traccia 7)
- Onreé Gill – orchestra (traccia 9)
- AJ – basso e tastiera (traccia 9)
- Nicole Scherzinger – voce (traccia 10)
- Erick Walls – chitarra (traccia 10)
- Josh Lopez – chitarra (traccia 11)
- Sonofsteve – voce (traccia 12)

Produzione
- will.i.am – produzione esecutiva, direzione artistica, registrazione, ingegneria del suono, produzione (tracce 1-4, seconda parte traccia 5, 6, 8, 10-12), tracker, coproduzione (traccia 7)
- Dylan "3-D" Dresdow – coordinazione alla produzione, registrazione, ingegneria del suono, missaggio, mastering, tracker (tracce 1, 4-6, 8-12)
- Padraic "Padlock" Kerin – coordinazione alla produzione, registrazione, ingegneria del suono, tracker (tracce 1, 5, 8 e 9)
- Eddie Axley – direzione artistica, design logo, grafica
- Cody Achter – design logo, grafica
- Po Shao Wang – grafica
- Monika Arechavala – grafica
- Josh Ramos – coordinazione aggiuntiva alla produzione
- Paperboy – produzione (traccia 1)
- John Costello – tracker (tracce 1, 5, 8 e 9)
- U.N.I. – produzione (tracce 2, prima parte tracce 5 e 9)
- High P – produzione (traccia 3)
- Edgar Sinio – tracker (tracce 4 e 12)
- Ammo – produzione (seconda parte traccia 5), coproduzione (traccia 8)
- Keith Harris – produzione aggiuntiva (traccia 5), coproduzione (traccia 8)
- Bradley Giroux – tracker (tracce 5, 8 e 9)
- Ali Shaheed Muhammad – produzione (traccia 7)
- David Luke – produzione (traccia 7)
- Joshua "Mooky" Alvarez – produzione aggiuntiva (traccia 7)
- Double X – produzione (seconda parte traccia 9)
- DJ Motiv8 – produzione (traccia 11)

## Classifiche
| Classifica (2018) | Posizione massima |
| ----------------- | ----------------- |
| Belgio (Fiandre)  | 167               |
| Belgio (Vallonia) | 158               |
| Francia           | 112               |
| Giappone          | 118               |
| Regno Unito (R&B) | 27                |
| Svizzera          | 55                |